# Municipio de Marcell
El municipio de Marcell (en inglés: Marcell Township) es un municipio ubicado en el condado de Itasca en el estado estadounidense de Minnesota. En el año 2010 tenía una población de 467 habitantes y una densidad poblacional de 3,15 personas por km².

## Geografía
El municipio de Marcell se encuentra ubicado en las coordenadas 47°35′25″N 93°40′17″O / 47.59028, -93.67139. Según la Oficina del Censo de los Estados Unidos, el municipio tiene una superficie total de 148.39 km², de la cual 124,2 km² corresponden a tierra firme y (16,3 %) 24,19 km² es agua.

## Demografía
Según el censo de 2010, había 467 personas residiendo en el municipio de Marcell. La densidad de población era de 3,15 hab./km². De los 467 habitantes, el municipio de Marcell estaba compuesto por el 96,15 % blancos, el 0,21 % eran afroamericanos, el 0,21 % eran amerindios, el 0,43 % eran de otras razas y el 3 % eran de una mezcla de razas. Del total de la población el 0,64 % eran hispanos o latinos de cualquier raza.